# Anisoperas
Anisoperas is een geslacht van vlinders van de familie spanners (Geometridae), uit de onderfamilie Ennominae.

## Soorten
- A. affinitata Dognin, 1916
- A. albimaculata Warren, 1901
- A. atropunctaria Walker, 1862
- A. aurantiaca Warren, 1904
- A. bimaculata Warren, 1905
- A. cervinicolor Warren, 1907
- A. clotilda Thierry-Mieg, 1895
- A. dentilineata Warren, 1904
- A. dolens Druce, 1898
- A. excurvata Dognin, 1917
- A. proxima Dognin, 1902
- A. pulverea Dognin, 1913
- A. rectilinea Warren, 1900
- A. subfulvata Warren, 1897
- A. tessellata Walker, 1866